# Carlos Amadeu, Duque de Némours
Carlos Amadeu de Saboia-Némours (em francês:  Charles-Amédée de Savoie-Nemours; Paris, 12 de abril de 1624 – Paris, 30 de julho de 1652) foi um nobre francês da casa de Saboia-Némours. Ele foi o pai de Dona Maria Francisca, rainha consorte de dois reis de Portugal, Dom Afonso VI e Dom Pedro, respectivamente.
Ele detinha os títulos de Duque de Némours, Genebra e Aumale, Marquês de Saint-Sorlin e Saint-Rambert, Conde de Gisors e Par de França.

## Biografia
Nascido em Paris, em 12 de abril de 1624, Carlos Amadeu era o terceiro filho de Henrique I, Duque de Némours e sua esposa Ana de Lorena. Após a morte do seu irmão primogênito Luís, em 1641, ele se tornou o novo chefe da casa de Saboia-Némours.
Sendo um aristocrata militar, foi muito ativo durante a Fronda, na França, tomou parte na Guerra dos Trinta Anos, na tomada de Mardyck e ao Cerco de Dunkerque, onde foi ferido, mas morreu em duelo com o seu cunhado, o Duque de Beaufort.
Casou em Paris, no Louvre a 11 de julho de 1643, com uma sobrinha rei Luís XIII, Isabel de Bourbon-Vendôme, chamada de Mademoiselle de Vendôme, filha de César de Bourbon, Duque de Vendôme e de Francisca  de Lorena, duquesa de Mercœur e de Penthièvre. Deste casamento nasceram:
- Maria Joana Batista (Marie-Jeanne-Baptiste) (1644-1724), que veio a casar em 1665 com o duque Carlos Emanuel II de Saboia;
- Maria Francisca Isabel (Marie-Françoise-Elisabeth) (1646-1683), que casou em 1666 com o rei Afonso VI de Portugal de quem se separou em 1668; voltou a casar em 1668 com o rei Pedro II de Portugal;
- José (Joseph) (1649 † 1649)
- Francisco (François) (1650 † 1650)
- Carlos Amadeu (Charles-Amédée) (1651-1651)

Ele foi enterrado na Igreja de Notre Dame d'Annecy, em Annecy, a capital de Genevois, na qual os Duques de Némours também eram condes. Por não deixar descendência varonil, o seu irmão Henrique, que havia sido Arcebispo de Reims, retirou-se das ordens para sucedê-lo como o novo duque.